# Église Saint-Martin de Cabrières
L'église Saint-Martin de Cabrières est une église catholique de style roman située à Cabrières, en France.

## Localisation
L'église est située dans le département français de l'Hérault, sur la commune de Cabrières dans le hameau des Crozes. Ce hameau ne compte de nos jours qu'une vingtaine d'habitants contre plus de 100 au XIXe siècle.

## Protection
L'église Saint-Martin (4e quart XIIe siècle ; XIXe siècle) fait l’objet d’un classement au titre des monuments historiques depuis le 30 décembre 1980.

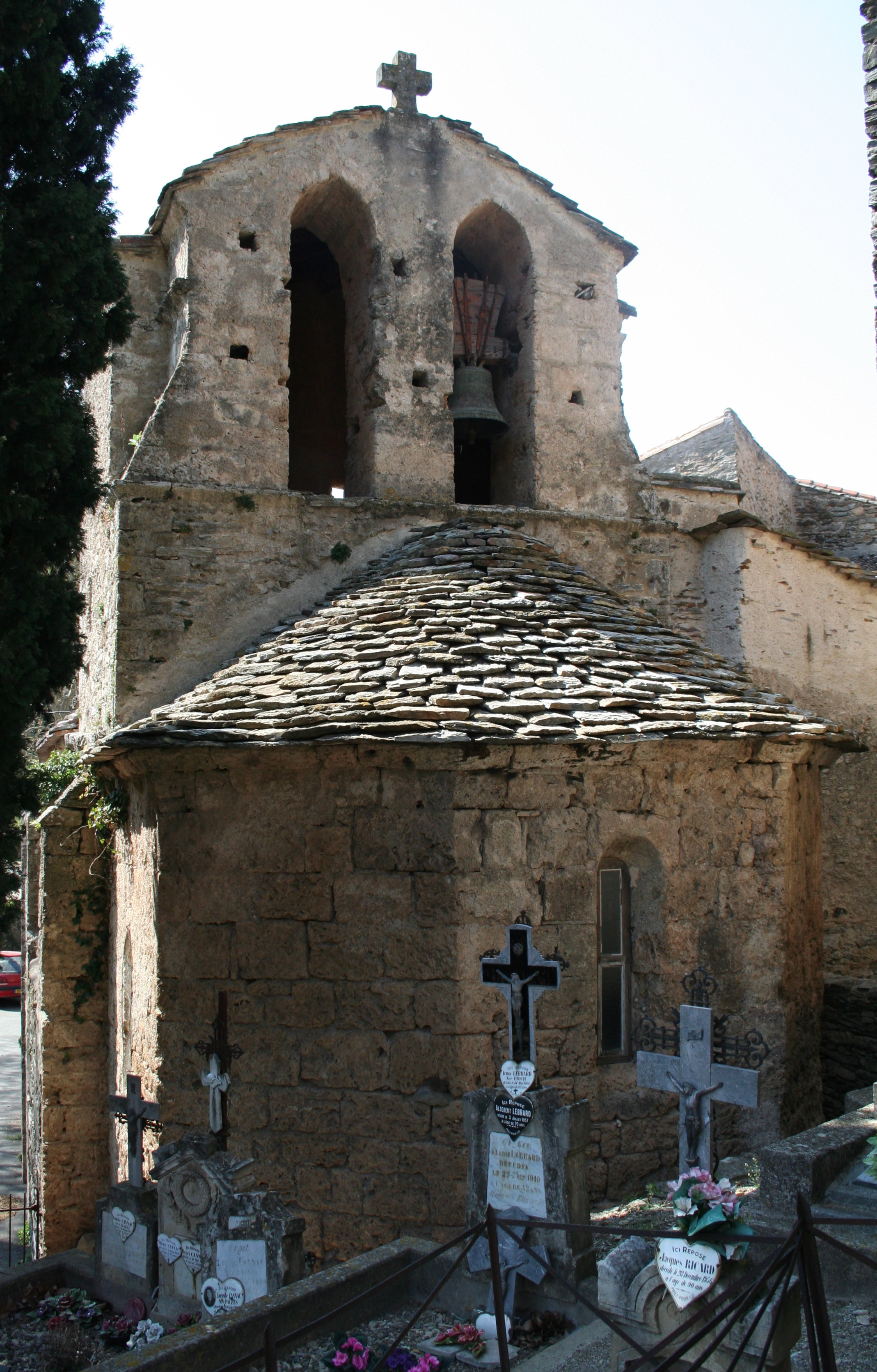
Chevet.